# カンレノ酸
カンレノ酸(カンレノさん、Canrenoic Acid)は、一般的にはカンレノ酸カリウム（Potassium Canrenoate）として使用されている抗アルドステロン薬である。商品名ソルダクトン。かつてファルマシア社が製造・販売していたが、現在はファイザー社から販売されている。
プロドラッグであり、投与された後、体内で環化して薬効を示すカンレノンとなる。カンレノンは他の抗アルドステロン受容体拮抗薬と同様に作用し、カリウム保持性利尿薬に分類される。

## 効能・効果
- 原発性アルドステロン症
- 心性浮腫（鬱血性心不全）、肝性浮腫
- 開心術および開腹術時における水分・電解質代謝異常

## 禁忌
下記の患者には禁忌である。
- 無尿の患者、腎不全の患者、腎機能の進行性悪化状態の患者
- 高カリウム血症の患者
- アジソン病の患者
- エプレレノンまたはタクロリムスを投与中の患者
- てんかん等の痙攣性素因のある患者
- 本剤に対し過敏症の既往歴のある患者

## 副作用
重大な副作用としては、ショックのほか、高カリウム血症、低ナトリウム血症、高ナトリウム血症、低クロール血症、高クロール血症等の、時に不整脈を伴う電解質異常が知られている。
副作用は10.5%に発生する。0.1〜5%未満の患者に発生するものは、
- 白血球増加、貧血、
- BUN上昇、血清クレアチニン値上昇、
- AST(GOT)、ALT(GPT)、Al-Pの上昇、
- 嘔気、嘔吐、下痢、頭痛、
- 女性化乳房、
- 発熱

である。また頻度不明の副作用として、男性で性欲減退、女性で多毛、声の低音化、月経異常、乳房痛等の内分泌異常が知られている。

## 関連
- 利尿薬
- レニン
- キマーゼ
- アンジオテンシン